# Encyclia dasilvae
Encyclia dasilvae är en orkidéart som beskrevs av Vitorino Paiva Castro och Marcos Antonio Campacci. Encyclia dasilvae ingår i släktet Encyclia och familjen orkidéer. Inga underarter finns listade i Catalogue of Life.